# 恩多吉加
恩多吉加（法語：N'Dodjigu），是馬里的城鎮，位於該國中部，由莫普提區的尤瓦魯省負責管轄，面積823平方公里，海拔高度257米，2009年人口22,326，人口密度每平方公里27人。